# Freeport (Minnesota)
Freeport és una població dels Estats Units a l'estat de Minnesota. Segons el cens del 2000 tenia 454 habitants.

## Demografia
Segons el cens del 2000, Freeport tenia 454 habitants, 190 habitatges, i 132 famílies. La densitat de població era de 199,2 habitants per km².
Dels 190 habitatges en un 26,8% hi vivien nens de menys de 18 anys, en un 60% hi vivien parelles casades, en un 5,8% dones solteres, i en un 30,5% no eren unitats familiars. En el 27,4% dels habitatges hi vivien persones soles el 21,1% de les quals corresponia a persones de 65 anys o més que vivien soles. El nombre mitjà de persones vivint en cada habitatge era de 2,39 i el nombre mitjà de persones que vivien en cada família era de 2,88.
Per edats la població es repartia de la següent manera: un 24,7% tenia menys de 18 anys, un 7,9% entre 18 i 24, un 23,1% entre 25 i 44, un 19,6% de 45 a 60 i un 24,7% 65 anys o més.
L'edat mediana era de 41 anys. Per cada 100 dones de 18 o més anys hi havia 83,9 homes.
La renda mediana per habitatge era de 32.955 $ i la renda mediana per família de 39.063 $. Els homes tenien una renda mediana de 31.964 $ mentre que les dones 22.125 $. La renda per capita de la població era de 15.827 $. Entorn del 3,2% de les famílies i el 7,9% de la població estaven per davall del llindar de pobresa.

## Poblacions més properes
El següent diagrama mostra les poblacions més properes.